# Jógvan í Skorini
Jógvan í Skorini (født 9. august 1986 på Eiði) er en færøsk lærer og politiker (T). Han har været borgmester i Eiðis kommuna (Ejde kommune) siden 1. januar 2013, og er med dette (2014) den yngste borgmester på Færøerne. 
Jógvan í Skorini har undervist i folkeskolen på Oyrarbakki og i Hoyvík.